# Yves Durand (historien, 1932-2004)
Pour les articles homonymes, voir Yves Durand et Durand.
Yves Durand, né le 14 avril 1932 à Reims (Marne) et mort le 21 avril 2004 à Nantes (Loire-Atlantique), est un historien français. Il est spécialiste des XVIIe et XVIIIe siècles français.

## Biographie
Yves Durand est le fils de René Durand, directeur de banques, et de Juliette née Hartely. Il effectue ses études à la Faculté des lettres de Paris, où il devient agrégé d’histoire, puis docteur ès lettres. Il commence sa carrière comme professeur agrégé au lycée de Meaux.
Entre 1966 et 1967, il est maître-assistant à la Sorbonne, puis chargé d'enseignement d'histoire moderne et contemporaine à la Faculté des lettres et sciences humaines de Nantes en 1969, année où il rejoint l'Union nationale inter-universitaire lors de sa fondation. En 1971, il devient maître de conférences et professeur d'Histoire à l'Université de Nantes. Il y est nommé vice-président en 1976. De 1973 à 1977, il dirige également l'unité d'enseignement et de recherche du Centre de recherche sur l'histoire de la France Atlantique.
Yves Durand occupe le poste de recteur de l'académie de Rouen de 1977 à 1979, puis de l'académie d'Aix-Marseille de 1979 à 1981. En 1986, il est professeur d'histoire moderne à l'université Paris-Sorbonne, il devient professeur émérite en 1997. De 1986 à 1988, il est conseiller pour l'éducation et la recherche auprès du Premier ministre Jacques Chirac.
Il meurt le 21 avril 2004 des suites d'un cancer. Ses obsèques ont lieu le 24 avril à l'église Saint-Similien. Il cède sa collection de 2 000 ouvrages à la bibliothèque universitaire de l'ICES.

### Autres fonctions
Il est membre du Club de l'horloge, vice-président de l'UNI. Il est membre du jury pour le prix « Enseignement et Liberté » ainsi que membre d'honneur du Mouvement Initiative et Liberté (MIL). Il est aussi membre de la Société d'étude du XVIIe siècle et de la Commission Monumenta Europea Historica.

## Publications
- Durand Yves, Les Fermiers généraux au XVIIIe siècle, Paris, Presses universitaires de France, 1971, 664 p.

## Distinctions
- Officier de la Légion d'honneur
- Officier de l'ordre des Palmes académiques
- Chevalier de l'ordre national du Mérite

## Articles Connexes
- Ferme générale